# Nick Drnaso
Nick Drnaso est un auteur de bandes dessinées américain né en 1989 qui a grandi près de Chicago. Il est influencé par la BD indépendante américaine et des auteurs comme Daniel Clowes, Adrian Tomine et Chris Ware. Il souffre parfois de crises d'angoisse, pendant lesquelles il a des cauchemars paranoïaques, ainsi que de dépression, ce qui influence ses livres.

## Œuvre
- Beverly (Drawn & Quarterly, 2016)  (ISBN 9781770462250)[5]
  - Traduction française par Renaud Cerqueux : Presque Lune, 2017  (ISBN 978-2-917897-29-4)[6]
- Sabrina (Drawn & Quarterly, 2018)  (ISBN 978-1-77046-316-5)[7],[8]
  - Traduction française par Renaud Cerqueux : Presque Lune, 2018  (ISBN 978-2-917897-40-9)[9]

## Prix et récompenses
- Beverly élu meilleur roman graphique de 2017 par le Los Angeles Times[3]
- Prix Révélation au Festival d'Angoulême 2018 pour Beverly[2]
- Sélectionné parmi les finalistes du Man Booker Prize 2018, pour Sabrina, première BD à être sélectionnée pour ce prix littéraire[10]
- Sabrina figure en sélection officielle du Festival d'Angoulême 2019
- La traduction de Sabrina a été élue meilleure BD Étrangère en langue française au Prix Bédélys 2019